# Верхненеруссовский
Верхненеру́ссовский — упразднённый посёлок, существовавший на территории Дмитровского района Орловской области до 1974 года. Входил в состав Столбищенского сельсовета.

## География
Располагался в 19 км к северо-востоку от Дмитровска у истока реки Неруссы.

## Этимология
Получил название из-за своего расположения рядом с истоком реки Неруссы.

## История
В 1926 году в посёлке было 18 дворов, проживало 119 человек (61 мужского пола и 58 женского). В то время Верхненеруссовский входил в состав Обратеевского сельсовета Волконской волости Дмитровского уезда. Позднее передан в Столбищенский сельсовет. С 1928 года в составе Дмитровского района. В 1937 году в посёлке было 22 двора. Во время Великой Отечественной войны, с октября 1941 года по август 1943 года, находился в зоне немецко-фашистской оккупации. Упразднён 15 ноября 1974 года.

## Население
| 119 |